# Division 4 (Frankrijk)
De Division 4 was het vierde niveau van het voetbal in Frankrijk tussen 1978 en 1993.
De competitie was, net als de Division 3, een competitie voor amateurploegen en reserveteams van profclubs. Er werd gespeeld in acht regionale groepen waarvan de winnaars naar de Division 3 promoveerden en de drie onderste ploegen per groep degradeerden naar de regionale competities. De groepswinnaar speelden in een play-off om het kampioenschap van de Division 4. In 1993 werd na een herstructurering de competitie voortgezet als Championnat de France amateur 2, nu het vijfde niveau.

## Uitslagen
| Seizoen   | Winnaar            | Finalist         | Uitslag        |
| --------- | ------------------ | ---------------- | -------------- |
| 1978-1979 | SC Abbeville       | UMS Montélimar   | 2-1            |
| 1979-1980 | CS Meaux           | Stade Clermont   | 2-1 / 2-0      |
| 1980-1981 | Stade Rennes-2     | Toulouse FC-2    | 2-1 / 2-1      |
| 1981-1982 | AS Strasbourg      | Stade de Reims-2 | 1-0 / 0-0      |
| 1982-1983 | CA Lisieux         | Stade Raphaëlois | 1-1 (Pen: 4-3) |
| 1983-1984 | INF Vichy          | FC Lorient       | 2-1            |
| 1984-1985 | AJ Auxerre-3¹      | FC Grenoble      | 2-0            |
| 1985-1986 | ES La Rochelle     | RC Versailles    | 2-1            |
| 1986-1987 | US Créteil         | Le Touquet AC    | 1-0            |
| 1987-1988 | Stade de Vallauris | RC Strasbourg-2  | 4-0            |
| 1988-1989 | SC Bastia-2        | Paris FC         | 1-0            |
| 1989-1990 | FC Rouen-2         | Blagnac FC       | 1-1 (Pen: 5-4) |
| 1990-1991 | ES Fréjus          | Thouars Foot 79  | 1-0            |
| 1991-1992 | FC Bourges-2       | US Saint-Malo    | 2-0            |
| 1992-1993 | Toulouse FC-2      | SC Schiltigheim  | 1-1 / 0-1      |

¹ betrof het derde elftal 

Pen: = na penalty's